# Atracció fatal
Atracció fatal (títol original en anglès Fatal Attraction) és una pel·lícula estatunidenca dirigida per Adrian Lyne, estrenada el 1988; els actors principals de la qual són Michael Douglas i Glenn Close.

## Argument
L'aventura llibertina de Dan Gallagher, un advocat novaiorquès pare de família, amb Alex Forrest, una jove editora soltera, es transformarà en un verdader malson amorós i passional.

## Repartiment
- Michael Douglas: Dan Gallagher
- Glenn Close: Alex Forrest
- Anne Archer: Beth Gallagher
- Ellen Hamilton Latzen: Ellen Gallagher
- Stuart Pankin: Jimmy
- Ellen Foley: Hildy
- Fred Gwynne: Arthur
- Meg Mundy: Joan Rogerson

## Al voltant de la pel·lícula
- El realitzador va modificar la fi de la pel·lícula set mesos després l'haver-la rodat. En la primera versió, Alex se suïcidava amb un ganivet amb les empremtes de Dan. El making-of integrat dins del DVD implica un comentari d'Adrian Lyne explicant aquest canvi de final. Es tractaria d'una pressió del seu productor que desitjava un final més convenient. Adrian Lyne va renegar llavors d'aquest segon final que va jutjar inadaptada i massa moralitzadora.

## Premis i nominacions

### Premis
- BAFTA al millor muntatge per Michael Kahn i Peter E. Berger

### Nominacions
- Oscar a la millor actriu per Glenn Close
- Oscar a la millor actriu secundària per Anne Archer
- Oscar al millor director per Adrian Lyne
- Oscar al millor muntatge per Michael Kahn i Peter E. Berger
- Oscar a la millor pel·lícula
- Oscar al millor guió adaptat per James Dearden
- BAFTA al millor actor per Michael Douglas
- BAFTA a la millor actriu secundària per Anne Archer

- Globus d'Or al millor director per Adrian Lyne
- Globus d'Or a la millor pel·lícula dramàtica
- Globus d'Or a la millor actriu dramàtica per Glenn Close
- Globus d'Or a la millor actriu secundària per Anne Archer